# Два башибозука пред капијом
Два башибозука пред капијом (енгл. Bashi-bazouks Before a Gateway) рано је дело Паје Јовановића, настало средином осамдесетих година XIX века. Пример је слике академског реализма из уметникове ране оријенталистичке фазе стваралаштва. Слика приказује два наоружаног башибозука у оријенталном окружењу.
Дело Два башибозука пред капијом настало је у техници уља на дасци око 1887. или 1888. године и налазило се у посед енглеске галерије Меконал Мејсон, до 2004. године. Године 2018. продата је на аукцији оријенталиста одржаној у Стобију. Достигавши цену од 465.000 фунти, ова слика се сматра за најскупље продано дело српског сликарства.

## Слика

### Опис
Слика је димензије 46 x 35 cm постављена у богатом раму и приказује два војника у оријенталном окружењу. Настала је у техници уља на дрвету у раној стваралачкој фази Јовановића.  Војници су припадници турске војске одевени у народној ношњи наоружани пушкама кремењачама. Један војник седи док други стоји и пуши чибук. 

### Башибозук
На слици Два башибозука пред капијом приказани су арнаути тј. башибозуци, односно припадници нерегуларних пешадијских и коњичких војних снага османске војске. Састављени од добровољаца, најчешће Черкеза, Албанаца, Курда и Рома-муслимана. Избегавали су уређене борбе и били познати по зверствима, пљачки и одвођењу робља. Башибозуци су били познати по недостатку дисциплине.

## Провенијенција
У периоду настанка слике, Паја Јовановић је радио за галеристу Томаса Валиса. Слике је до 2004. године била у власништву галерије Меконал Мејсон а потом се 2018. нашла на аукцији у аукцијској кући Сотби, где је процењена на суму између 100.000 и 150.000 фунти. Слика је продата за 465.000 фунти и тим је постала најскупље продана слика Паје Јовановића и уопште нека српска слика продата на аукцији. На истој аукцији оријенталиста била је друга најскупља слика, одмах после слике Црвена капија Едвина Лорда Викса која је достигла суму од 573.000 фунти. Име новог власника није јавно саопштено.